# هنري ألان ليوجييه
هنري ألان ليوجييه (1916-2009) (بالإنجليزية: Henri Alain Liogier)‏ هو عالم نبات فرنسي.